# Eriçó del desert
L'eriçó del desert (Paraechinus aethiopicus) és una espècie de mamífer eulipotifle de la família dels erinacèids. Viu a Algèria, l'Aràbia Saudita, Bahrain, Djibouti, Egipte, els Emirats Àrabs Units, Eritrea, Etiòpia, el Iemen, l'Iran, l'Iraq, Israel, Jordània, Kuwait, Líbia, Mali, Mauritània, el Marroc, Níger, Oman, Qatar, el Sàhara Occidental, Síria, Somàlia, el Sudan, Tunísia i el Txad. El seu nom específic, aethiopicus, significa ‘etíop’ en llatí.
Es tracta de l'espècie d'eriçó més adaptada a la vida al desert i una de les més petites. Mesura entre 13 i 26 centímetres de llarg i pesa entre 300 i 440 grams. Les espines de l'esquena poden ser arrugades o tenir un color diferent en comparació amb les d'altres eriçons. Si se sent amenaçat, pot utilitzar els músculs per tensar la pell al voltant del cos. Pot enrotllar-se en una bola, fent que les pues sobresurtin en totes direccions i que costi molt ferir-lo.